# 最後にして最初の人類
『最後にして最初の人類』（“Last and First Men”）は、イギリスの作家オラフ・ステープルドンによって 1930年に書かれたSF小説。現在から20億年後に至るまでの18種の異なる人類種の歴史が描かれている 。
ステープルドンは1932年に本作に続く作品として『Last Men in London』を発表した。ステープルドンのもう一つの小説『スターメイカー』 （1937年）も本作の続編とみなすこともできる。

## あらすじ
“わたし”は遠い未来からの住民からの交信を受け、半信半疑でそれを書き綴っていく。それは21世紀初頭から20億年後に至るまでの壮大な未来史だった。

## 大衆文化において
この小説は、コンピューター ゲーム『Deus Ex』の作中に登場する。

## 評価
ブライアン・オールディスは、1962年版の序文で、1943年にビルマで従軍中に本作に出会い、「通常の経験からかけ離れた幻想に遭遇する、人生の中でもかなり異例な時期」と深い印象を受け、その後の自身の著作に多大な影響を与えたことを認めている。
アーサー・C・クラークは本作について「私の人生にこれほど大きな影響を与えた本は他になく、この本とその次作『スターメーカー』（1937年）はステープルドンの文学キャリアの双峰です」と述べている。
H・P・ラヴクラフトは本作を非常に高く評価しており、1936 年にフリッツ・ライバーに宛てた手紙で「オラフ・ステープルドンの『最後にして最初の人類』は絶対に読むべきです。おそらくあなたはすでに読んだことでしょう。まだ読んでいないなら、図書館か書店に直行してください！」と述べている。
また、1936年にライバーに宛てた別の手紙では「 『最後と最初の人類』をあなたが読んだと聞いてうれしく思います。この本は、アッカーマンが「SF」と呼ぶ分野における最大の成果であると私は考えています。その壮大さは目が回るようなもので、終盤に向かってテンポがやや不釣り合いに加速し、科学的に誤った点がいくつかあるにもかかわらず、比類のない力を持っています。あなたが言うように、これは真の神話的性質を備えており、いくつかのエピソードは比類のない感動と感動を伴います」と述べた。 
最後に、1937年にアーサー・ウィドナーに宛てた手紙で「私は、安っぽい雑誌に掲載されるようなSFは好きではありません。そこには活気がなく、単に、浅薄で非現実的で不誠実な子供じみた冒険物語に、味気ない理論を付け加えただけのものです。しかし、この分野の数少ない真の傑作は好きです。ハーバート・ジョージ・ウェルズの小説のいくつか、シドニー・ファウラー・ライトの『下界』、そしてオラフ・ステープルドンによる素晴らしい想像力の作品『最後にして最初の人類』です。
パトリック・ムーアは「オラフ・ステープルドンのSF小説『最後にして最初の人類』は非常に考えさせられる内容で、何度も読み返している」と述べている。

## 訳書
- 『最後にして最初の人類』浜口稔訳、国書刊行会、2004年2月。ISBN 4-336-04538-0。
  - 『最後にして最初の人類』浜口稔訳、筑摩書房〈ちくま文庫〉、2024年6月。ISBN 4-480-43954-4。改訳版

## 映画化
アイスランドの作曲家ヨハン・ヨハンソンは、女優のティルダ・スウィントンによる朗読とBBCフィルハーモニー管弦楽団が演奏する伴奏音楽、旧ユーゴスラビア社会主義連邦共和国が建てた記念碑（スポメニック）を撮影した映像を組み合わせた映画を作成し、ヨハンの死後の2020年に公開された。
原作は20億年に及ぶ人類の歴史が語られる長大なものだったが映画では大幅にカットされ、原作の終盤を中心とした一時間程度の内容に短く纏められている。